# Bahnhof Teterow
Der Bahnhof Teterow in Teterow (Mecklenburg-Vorpommern), Bahnhofstraße 1, liegt an der Bahnstrecke Lübeck–Strasburg. Das Empfangsgebäude stammt aus der Entstehungszeit der Bahn und wurde nach 1864 gebaut.
Der Bahnhof mit „Empfangsgebäude und Wasserturm, Stellwerk Ost und West“ steht unter Denkmalschutz.

## Anlagen
Der Bahnhof verfügt über zwei Bahnsteiggleise (1 und 2) und ein Überholungsgleis (3).
Das Empfangsgebäude wird seit dem Umbau des Bahnhofs nicht mehr von der Eisenbahn genutzt.
Den Reisenden steht auf dem Bahnsteig 1, Richtung Neubrandenburg ein Wartehäuschen zur Verfügung. Auf dem Bahnsteig 2, Richtung Güstrow, Bützow, gibt es keinerlei Wetterschutz.
Am Zugang zum Bahnsteig 1 gibt es einen Fahrkartenautomaten.
Im Empfangsgebäude befinden sich ein Restaurant und die Galerie des  Kunstvereins Teterow .

## Verkehr
Der Bahnhof wird im Regionalverkehr von Zügen der RE-Linie 4 bedient. Auf dem Abschnitt Bützow – Güstrow – Teterow – Neubrandenburg – Pasewalk besteht eine stündliche Verbindung. Anbindung an die weiteren Ziele der Linie in Lübeck, Ueckermünde und Szczecin besteht alle zwei Stunden.
Im Bahnhof Teterow finden Zugkreuzungen statt.

## Geschichte

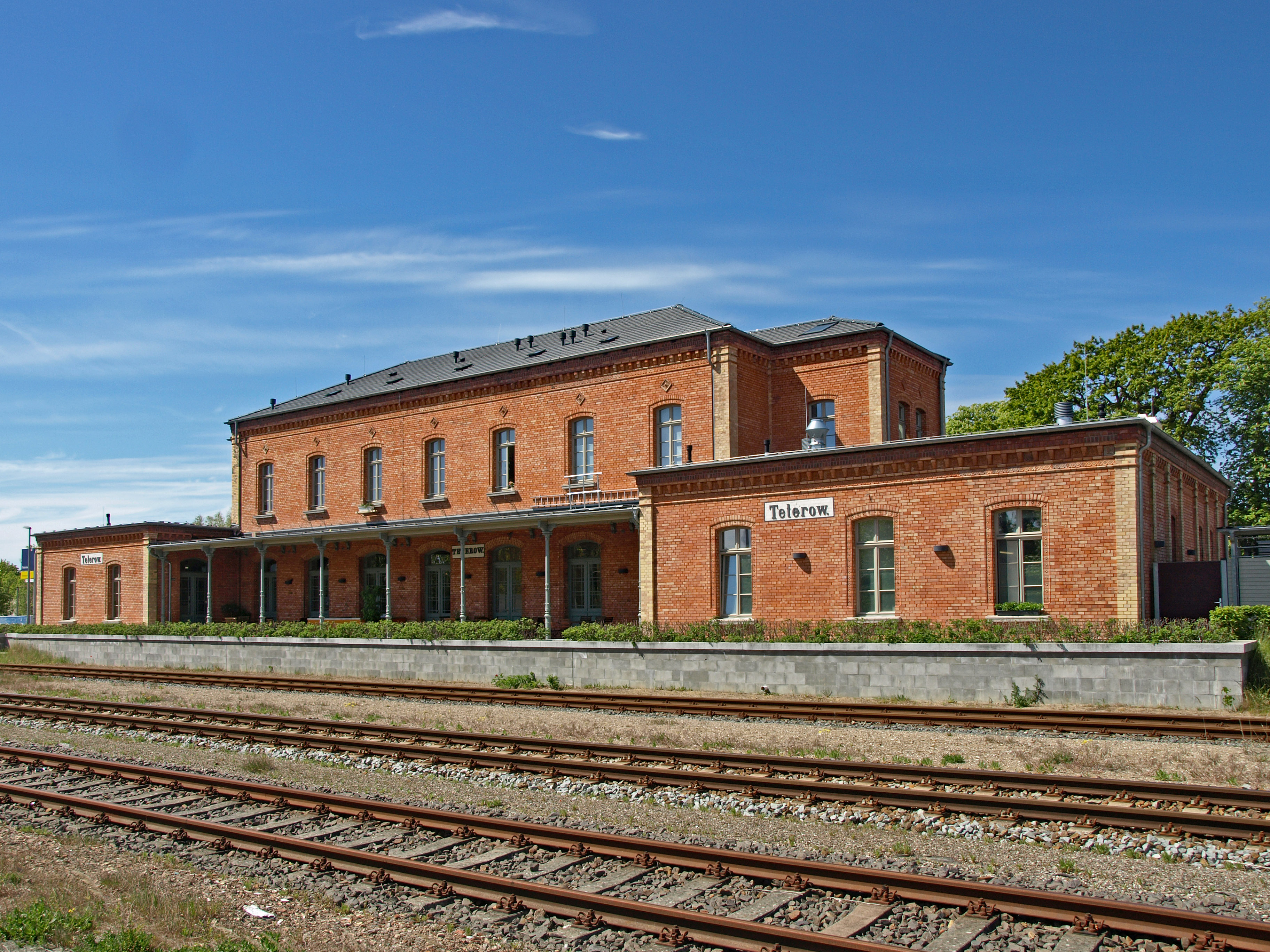
Empfangsgebäude, Gleisseite

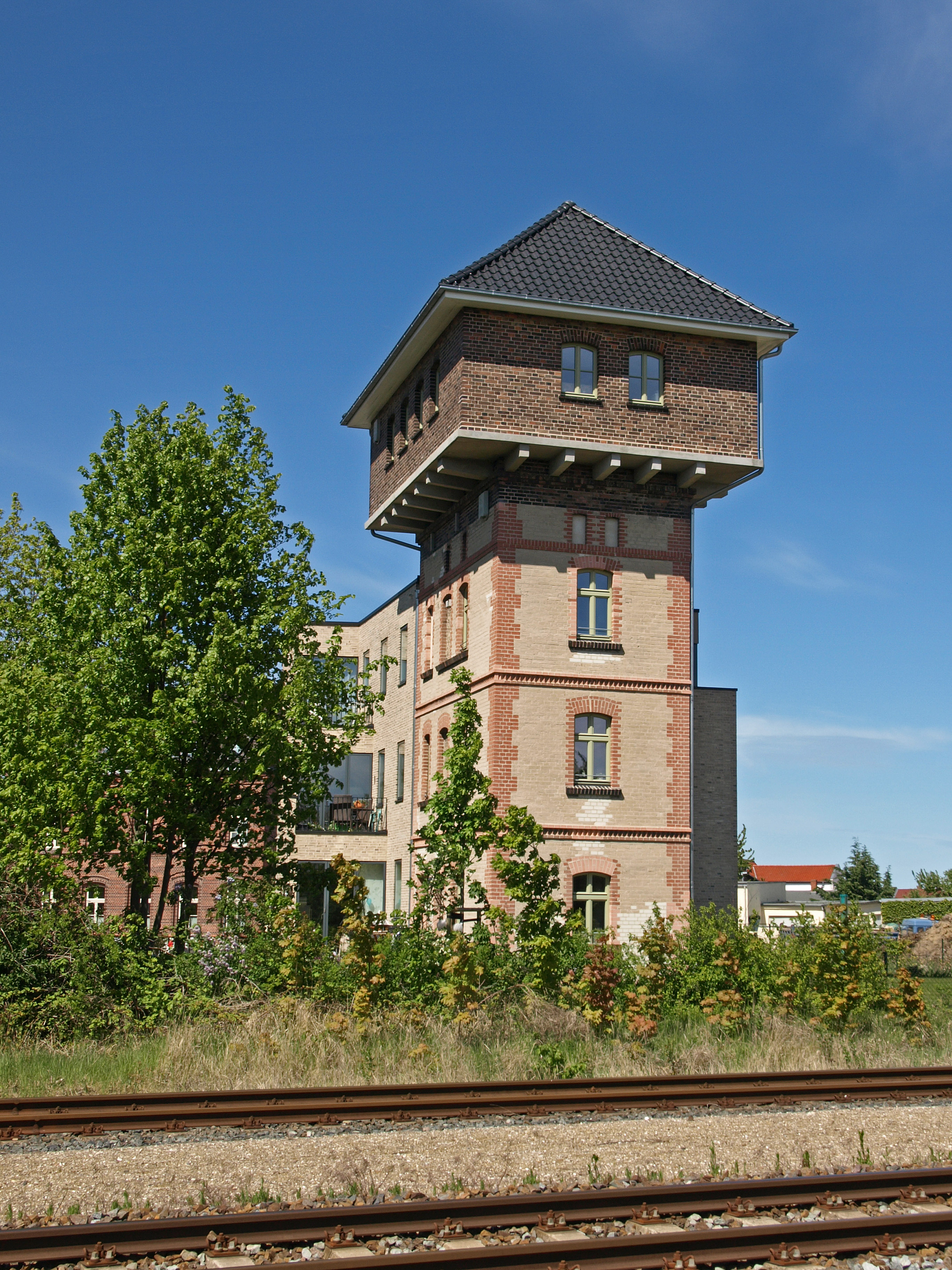
Wasserturm am Bahnhof

1850 eröffnete die Mecklenburgische Eisenbahngesellschaft die Bahnstrecke Bützow–Güstrow. 1856/58 gab es erste Pläne und eine Denkschrift für eine Bahnlinie von Güstrow via Teterow und Neubrandenburg zur preußischen Landesgrenze bei Strasburg. 1859 wurde mit der Trassierung einer Teilstrecke im Großherzogtum Mecklenburg-Schwerin begonnen. 1860 erklärte sich das Großherzogtum Mecklenburg-Strelitz bereit, die Kosten auf seinem Gebiet zu tragen. 1862 wurde von Malchin aus mit dem Bau der Strecke in beiden Richtungen begonnen.
Die Strecke Güstrow–Neubrandenburg wurde nun auf Initiative von Großherzog Friedrich Franz II. von Mecklenburg-Schwerin als Landeherrliches Eigentum gebaut. Die Eröffnung der Strecke als Friedrich-Franz-Eisenbahn (FFE) erfolgte am 11. November 1864 auf dem Bahnhof Teterow in Anwesenheit beider mecklenburgischen Großherzöge, Friedrich Franz II. und Friedrich Wilhelm. Die Friedrich-Franz-Eisenbahn wurde 1875 privatisiert und 1890 erneut verstaatlicht. In Strasburg grenzte der Abschnitt an die Strecke Strasburg–Stettin der Berlin-Stettiner-Eisenbahn-Gesellschaft, die 1880 in den Preußischen Staatseisenbahnen aufging.
1884 wurde der Lokschuppen in Teterow gebaut (Leerstand seit 1997) und 1907 der Wasserturm und die angrenzende Schmiede. 1940 wurde der Turmkopf neu in Stahlbeton und Klinker errichtet.
Das zweigeschossige, elfachsige, verklinkerte Empfangsgebäude mit einem Mittelrisalit, dem verzierten Gesims und zwei seitlichen eingeschossigen Anbauten sowie den Warteräumen I. + II. Klasse, der III. Klasse und für die Damen wurde 1864 auch eingeweiht.
Verschiedene gewerbliche Betriebe siedelten sich an wie u. a. eine Dampfsägerei und eine Kunst- und Handelsgärtnerei. Eine 1996 abgerissene Viehrampe diente der Verladung von häufig exportierten Rindern und Schweinen.
Nach 1991 verlagerte sich der Güterverkehr rapid auf die Straße. Die Abfertigung von Gütern wurde
1995 eingestellt. Die letzten Gleise des Güterbahnhofs wurden beim Bahnhofsumbau in den 2000ern zurückgebaut.
1884 wurde für die 1883 gegründeten Gnoien-Teterower Eisenbahngesellschaft (GTE) die 26,5 Kilometer lange Bahnstrecke Teterow–Gnoien gebaut. 1890 wurde die Bahngesellschaft verstaatlicht. Bedeutung hatte die Strecke bis 1990 vor allem für den Güterverkehr mit landwirtschaftlichen Produkten. 1996 wurde der Verkehr eingestellt und die Gleise in den frühen 2000ern abgebaut.
Vom Bahnhof Teterow werden (Stand 2021) u. a. direkt durch den RE 4 erreicht: Güstrow, Bützow und Lübeck sowie Malchin, Stavenhagen, Neubrandenburg und Pasewalk, Ueckermünde sowie Stettin/Szczecin.
Im Empfangsgebäude entstand 1984 nach Umbauten ein Intershop. Das Haus wurde nach jahrelangem Leerstand im Rahmen der Städtebauförderung 2012/13 nach Plänen von Anke Disterheft (Malchin) saniert. Aktuell (2021) ist hier ein Restaurant.
Das Bahnhofsgebäude wird betrieblich nicht mehr genutzt.

Die Galerie Teterow des Kunstvereins Teterow – eine Galerie für zeitgenössische Kunst – zog 2020 vom Pastor-Fiedler-Haus auf dem Schulkamp in dieses Haus um. Im 250 m² großen neoklassizistischen Wartesaal werden regionale und internationale Malereien und Grafiken sowie Mode, Keramik, Porzellan, Glas und Schmuck ausgestellt.
In den 1970er Jahren endete der Betrieb des viergeschossigen Wasserturms, und 2011 erwarb ihn nach Leerstand die Stadt für ihre Wohnungsgesellschaft TWG. Im Turm und einem neuen dreigeschossigen Anbau entstanden nach einem Wettbewerb und einer Sanierung nach Plänen von Siegmund Konermann (Lübeck) im Rahmen der Städtebauförderung bis 2018 fünf Wohnungen.